# Міра за міру
«Міра за міру» (англ. Measure for Measure) — п'єса англійського письменника Вільяма Шекспіра.

## Персонажі
- Ізабелла — сестра Клавдіо.
- Маріанна — наречена Анджело.
- Джульєтта — кохана Клавдіо, вагітна від нього.
- Франціска — черниця.
- Пані Переспілла — власниця будинку розпусти.
- Вінченцо — герцог, також з'являється переодягненим як чернець Лодовіко.
- Анджело — намісник герцога.
- Ескал — старий вельможа.
- Клавдіо — молодий дворянин.
- Помпей — слуга пані Переспілли, звідник у домі розпусти.
- Луціо — гультяй.
- Два дворянини — друзі Луціо.
- Тюремник.
- Брат Тома, брат Пітер — ченці.
- Лікот — простак-стражник.
- Пінна — легковажний дворянин.
- Потворра — кат.
- Бернардіно — розпусний арештант.
- Варрій — друг герцога.

## Українські переклади
Перший переклад п'єси українською мовою був здійснений Пантелеймоном Кулішем, книга з передмовою Івана Франка вийшла у 1902 році у Львові. Другий переклад зробив Дмитро Білоус.